# Aaron Ciechanover

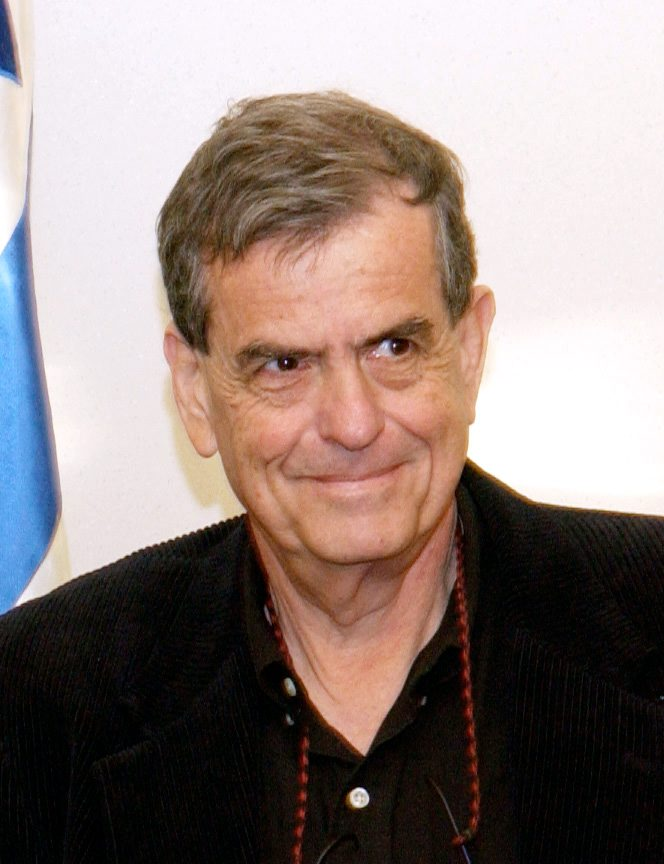
Aaron Ciechanover (2004)

Aaron Judah Ciechanover (hebräisch אַהֲרֹן יְהוּדָה צֶ׳חַנוֹבֶר Aharon Jəhūdah Tschechanōver; * 1. Oktober 1947 in Haifa, Palästina) ist ein israelischer Biochemiker. Er erhielt im Jahr 2004 zusammen mit Avram Hershko und Irwin Rose den Nobelpreis für Chemie für die Entdeckung des Ubiquitin-gesteuerten Proteinabbaus.

## Leben
Er ist der Sohn der Englischlehrerin und Hausfrau Bluma Ciechanover (geb. Lubashevsky) und des Angestellten einer Anwaltskanzlei und späteren Anwalts Jitzchak Ciechanover. Seine Familie wanderte von Polen nach Palästina vor dem Zweiten Weltkrieg aus. Ciechanover studierte an der Hebräischen Universität in Jerusalem Medizin (M.D. 1972 bei Avram Hershko) und erhielt danach seine Facharztausbildung in Haifa (Rambam Medical Center, 1972/1973). Danach war er drei Jahre Arzt bei der israelischen Armee. Ab 1976 war er am Technion in Haifa, wo er 1981 bei Avram Hershko promoviert wurde (D. Sc.). Als Post-Doktorand war er 1981 bis 1984 am Whitehead-Institut für biomedizinische Forschung des MIT bei Harvey F. Lodish. Seit 1984 forschte an der medizinischen Fakultät des Technion, an der er Professor wurde und Direktor des Rappaport Family Institute for Research in Medical Sciences ist.
Ende der 1970er Jahre und Anfang der 1980er Jahre klärte er in Zusammenarbeit mit Hershko und Rose auf, wie Zellen überflüssige Proteine zerstören und wieder aufbereiten. Dabei heftet sich das Molekül Ubiquitin an das zu zerstörende Molekül, das zum Proteasom transportiert wird und dort in kleine Peptide und Aminosäuren zerlegt wird. Nur mit Ubiquitin markierte Proteine werden dort zerlegt und das Ubiquitin danach weiterverwendet. Der Abbau von überflüssigen Proteinen ist für die Zelle lebensnotwendig und eine Störung des Prozesses kann zu schweren Krankheiten führen. Das Ubiquitin-Proteasom-System (Ubiquitin-proteasome system UPS) ist auch Ansatzpunkt von Chemotherapeutika gegen Krebs (ein erstes solches Medikament war das 2003 in den USA zugelassene Bortezomib).
Er ist mit der Ärztin Menucha Ciechanover verheiratet und hat einen Sohn.

## Weitere Ehrungen
- 2000: Albert Lasker Award for Basic Medical Research (zusammen mit Avram Hershko und Alexander Varshavsky)[2]
- 2003: Israel-Preis
- 2005: Mitglied der American Philosophical Society[3]
- Ehrendoktorwürden: 2001 Universität Tel Aviv, 2004 Ben-Gurion-Universität im Negev in Beʾer Scheva, 2005 Universität Osaka, 2005 Universität Athen, 2006 Washington University in St. Louis, 2006 Universidad Peruana Cayetano Heredia in Lima, Peru, 2007 Hebräischen Universität Jerusalem, 2007 Bar-Ilan-Universität, Ramat Gan, 2008 Universidad San Francisco de Quito, 2009 University of New South Wales[4], 2010 Universität Haifa[5], 2011 Universität Warschau, Technische Universität Warschau, 2012 Universität Łódź, Medizinische Universität Łódź.
- 2008: Aufnahme in die American Academy of Arts and Sciences als ausländisches Ehrenmitglied[6]
- 2009: Centenary Prize der Royal Society of Chemistry
- 2011: Humboldt-Forschungspreis der Alexander-von-Humboldt-Stiftung
- 2016: Mitglied (Matrikel-Nr. 7686) der Leopoldina[7]

Er ist auswärtiges Mitglied der National Academy of Sciences, der Russischen Akademie der Wissenschaften und der Ukrainischen Akademie der Wissenschaften, Mitglied der Israelischen Akademie der Wissenschaften, Ordentliches Mitglied der Academia Europaea (2009) und Mitglied der Päpstlichen Akademie der Wissenschaften.

## Schriften
- mit Y. Hod, A. Hershko: A Heat-stable Polypeptide Component of an ATP-dependent Proteolytic System from Reticulocytes,  Biochem. Biophys. Res. Commun., Band 81, 1978, S. 1100–1105.
- mit H. Heller, S. Elias, A. L. Haas: ATP-dependent Conjugation of Reticulocyte Proteins with the Polypeptide Required for Protein Degradation,  Proc. Natl. Acad. Sci. USA, Band 77, 1980, S. 1365–1368.
- mit A. Hershko: Mechanisms of intracellular protein breakdown, Annu. Rev. Biochem., Band 51, 1982, S. 335–364.